# Język hadramaucki
Język hadramaucki – starożytny język południowoarabski epigraficzny, którego inskrypcje odkryto na obszarze dzisiejszego Jemenu oraz Omanu. Powstawały one od IV w. p.n.e. do końca III w. n.e. w Królestwie Hadramautu: w jego stolicy Szabwie czy w ośrodku handlowym Samhar (Khor Rori), opodal współczesnego Salala w Omanie.